# Maya Ali
Maya Ali (Lahore, 27 luglio 1989) è un'attrice pakistana.

## Biografia
Maya Ali ha iniziato la sua carriera come video jockey in Samaa TV, Waqt News e Dunya News. È apparsa così nella tragedia Durr-e-Shahwar; ha interpretato una delle parti principali inAik Nayee Cinderella e in Aunn Zara, insieme a Osman Khalid Butt.
Nel 2014, Ali ha recitato nella serie Shanakht, in cui ha interpretato il ruolo di Qurat-ul-Ain, la quale professa la religione islamica ma è criticata dalla famiglia e dalla società. Ali inoltre ha preso parte nel ruolo di Saman in Zid insieme ad Ahsan Khan.
Nel 2015, Ali ha recitato in Mera Naam Yousuf Hai di Mehreen Jabbar. Ha interpretato il ruolo di Zulaikha al fianco di Imran Abbas. Lo stesso anno ha recitato come Farah insieme a Osman Khalid Butt in Diyar-e-Dil, grazie al quale hanno vinto l'Hum Award come miglior coppia televisiva.
Nel 2016 Ali, con il ruolo di Manahi, era nel cast di Mann Mayal con Hamza Ali Abbasi; ha vinto così il Lux Style Award come migliore attrice TV. Infine è apparsa in Sanam con Osman Khalid Butt e Hareem Farooq.
Nel gennaio 2017, ha firmato il debutto di Ahsan Rahim della commedia romantica Teefa in Trouble come co-protagonista insieme ad Ali Zafar. Sarà il debutto di entrambi nell'industria pakistana dei film. Il 19 aprile si sono esibiti entrambi durante il 16ºLux Style Awards nella canzone di Zafar "Ishq", ed è stata la sua prima esibizione sul palco del Lux Style Awards.

## Filmografia

### Cinema
- Teefa in Trouble, regia di Ahsan Rahim (2018)

### Televisione
- Aunn Zara – serie TV (2013)
- Mera Naam Yousuf Hai – serie TV (2015)
- Diyar-e-Dil – serie TV, 17 episodi (2015)[10]
- Mann Mayal – serie TV, 10 episodi (2016)[11]
- Sanam – serie TV, episodi 1x1-1x2 (2016)